# Svidja bruk
Svidja bruk eller Nyby bruk var Finlands första järnbruk. Bruket låg i Sjundeå i byar Tupala, Kvarnby och troligen också Tupala-Nyby. Svidja bruk grundades av Erik Fleming till Svidja och bruket fungerade från troligen från 1530 till 1558. Svida bruk använde malm från Ojamo herrgårds järngruvor.
Delar av bruket hittades från Hyttiskogen vid Tupalabäcken i Tupala by i arkeologiska utgrävningar år 2007. Det är troligt att från Tupala fördes järn till Kvarnby var järnet raffinerades vidare. Svidja bruk har troligen använt vattenkraft från Tupalabäcken i Tupala, Kvarnbyforsen i Kvarnby och Stenforsbäcken som är även kallat Kivikoskibäcken eller Tuhkurinoja i Tupala-Nyby.
Tupala, Kvarnby och Tupala-Nyby tillhörde alla Svidja slotts mark.

## Bilder

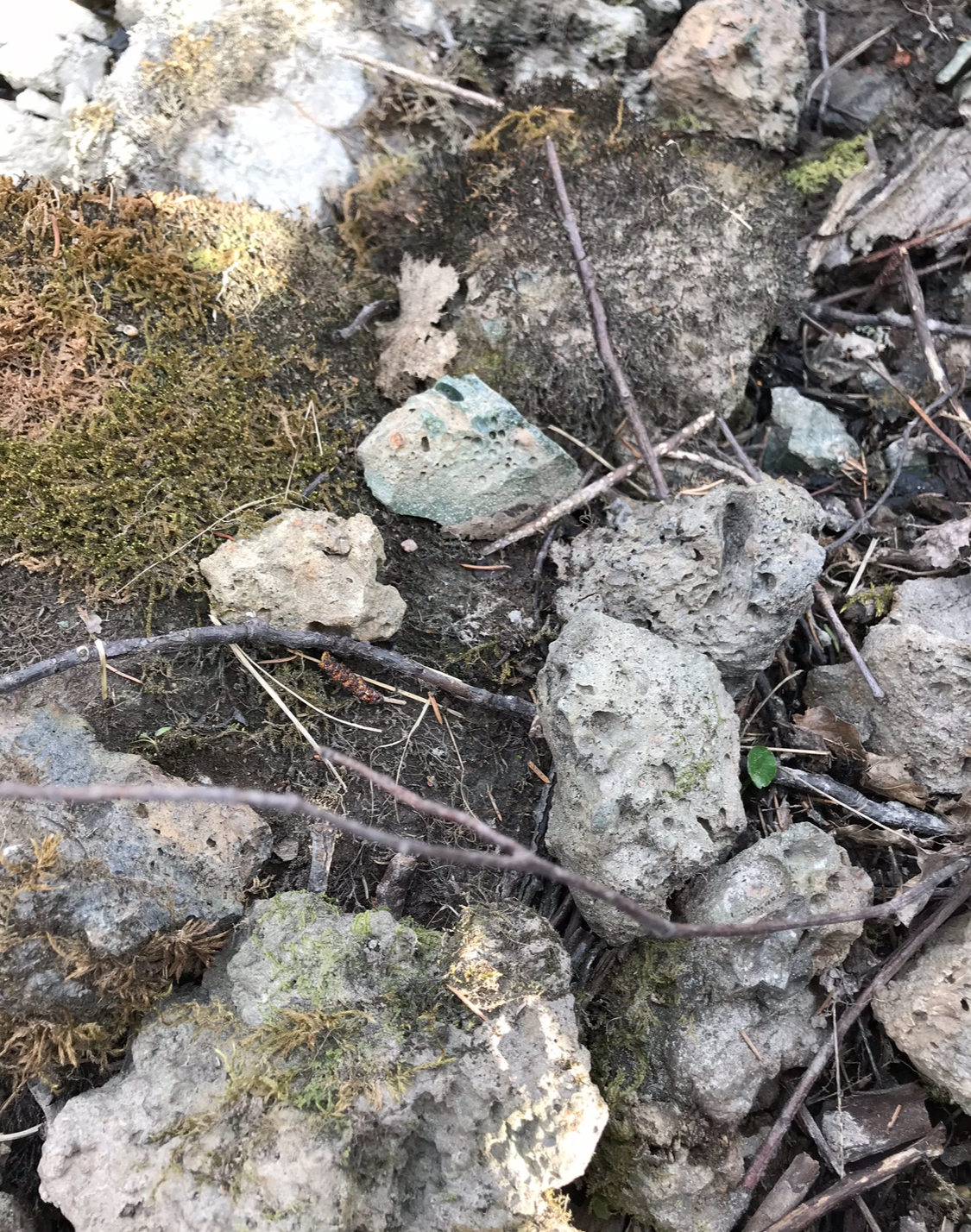
Slagg vid Kivikoskibäcken i Tupala Nyby.
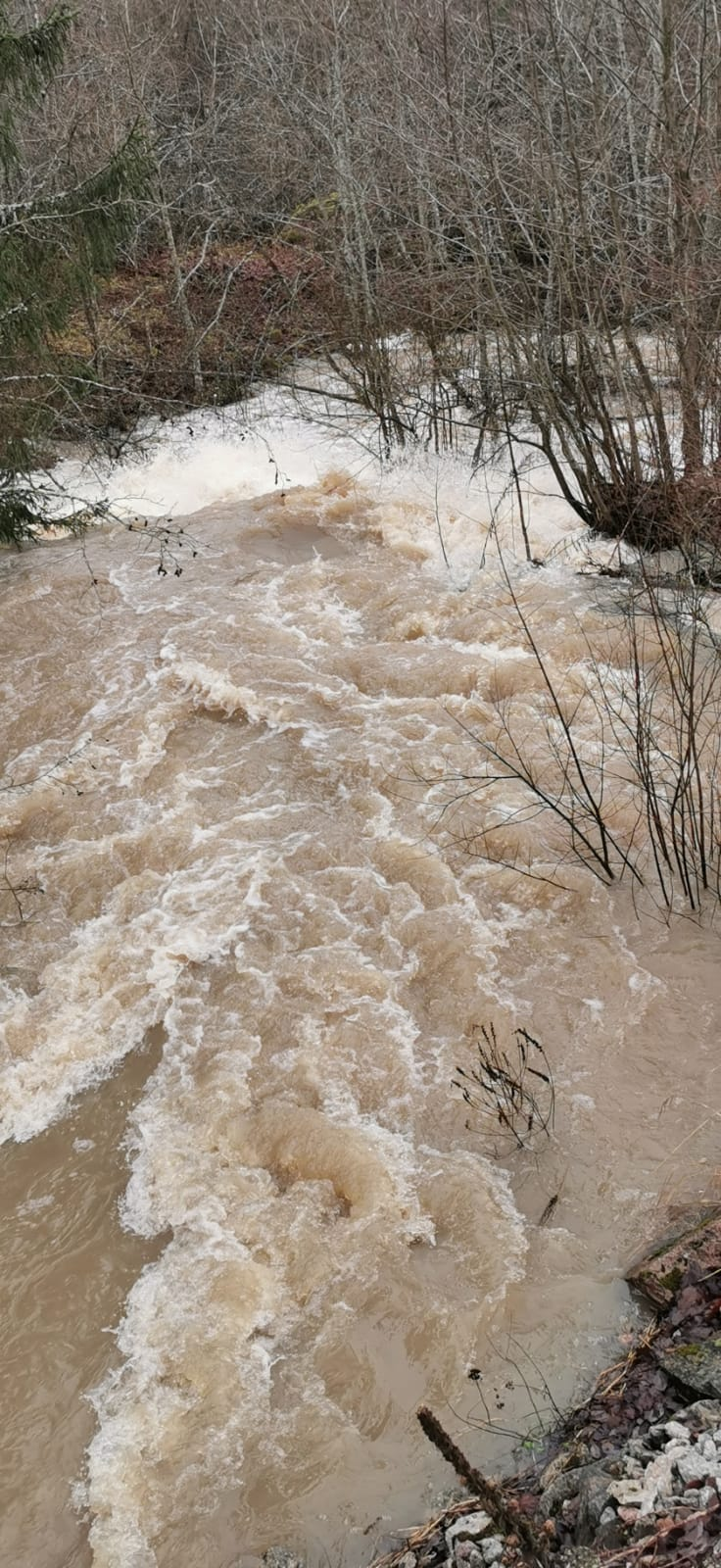
Kivikoskibäckens fors
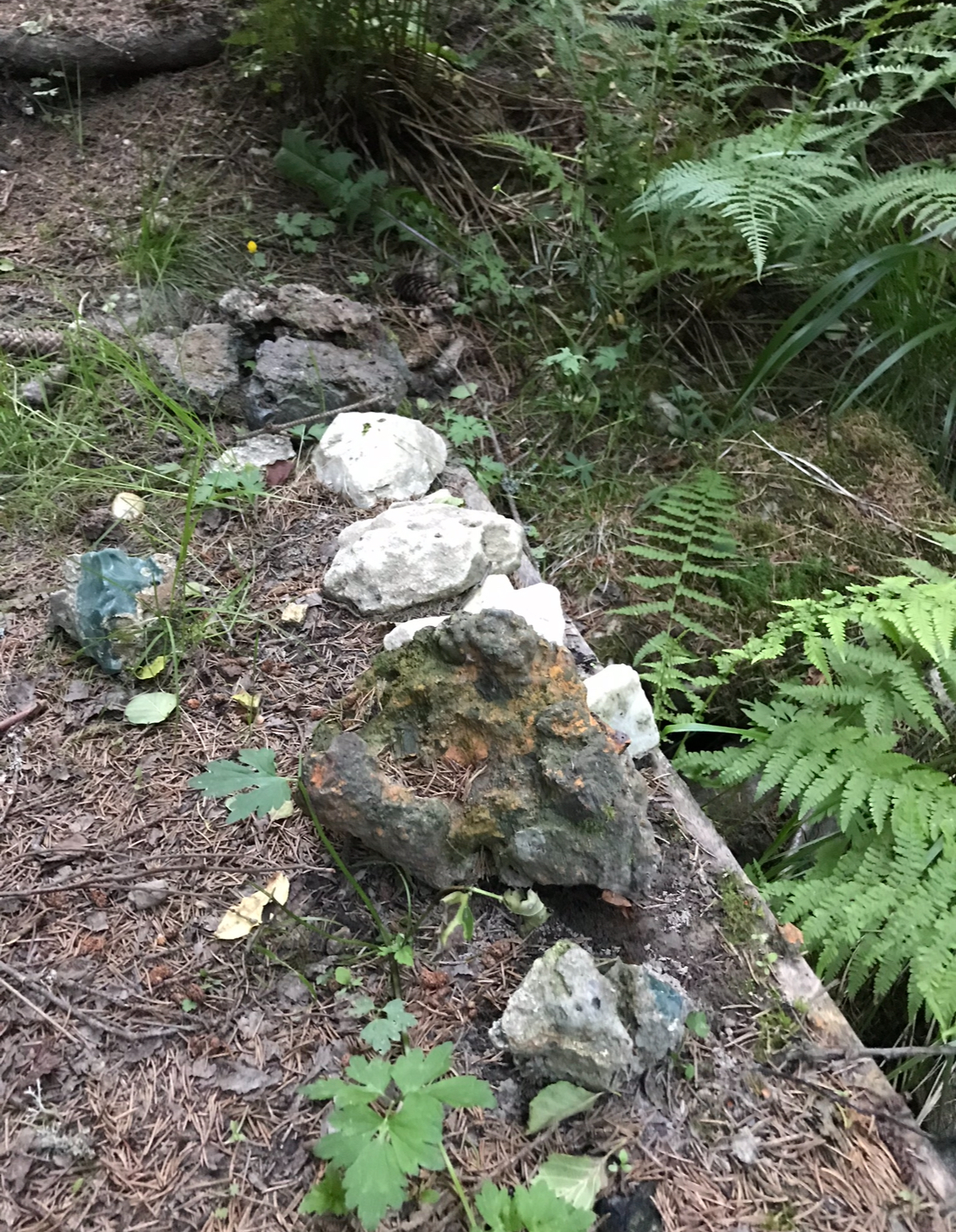
Slagg vid Tupalabäcken i Tupala.
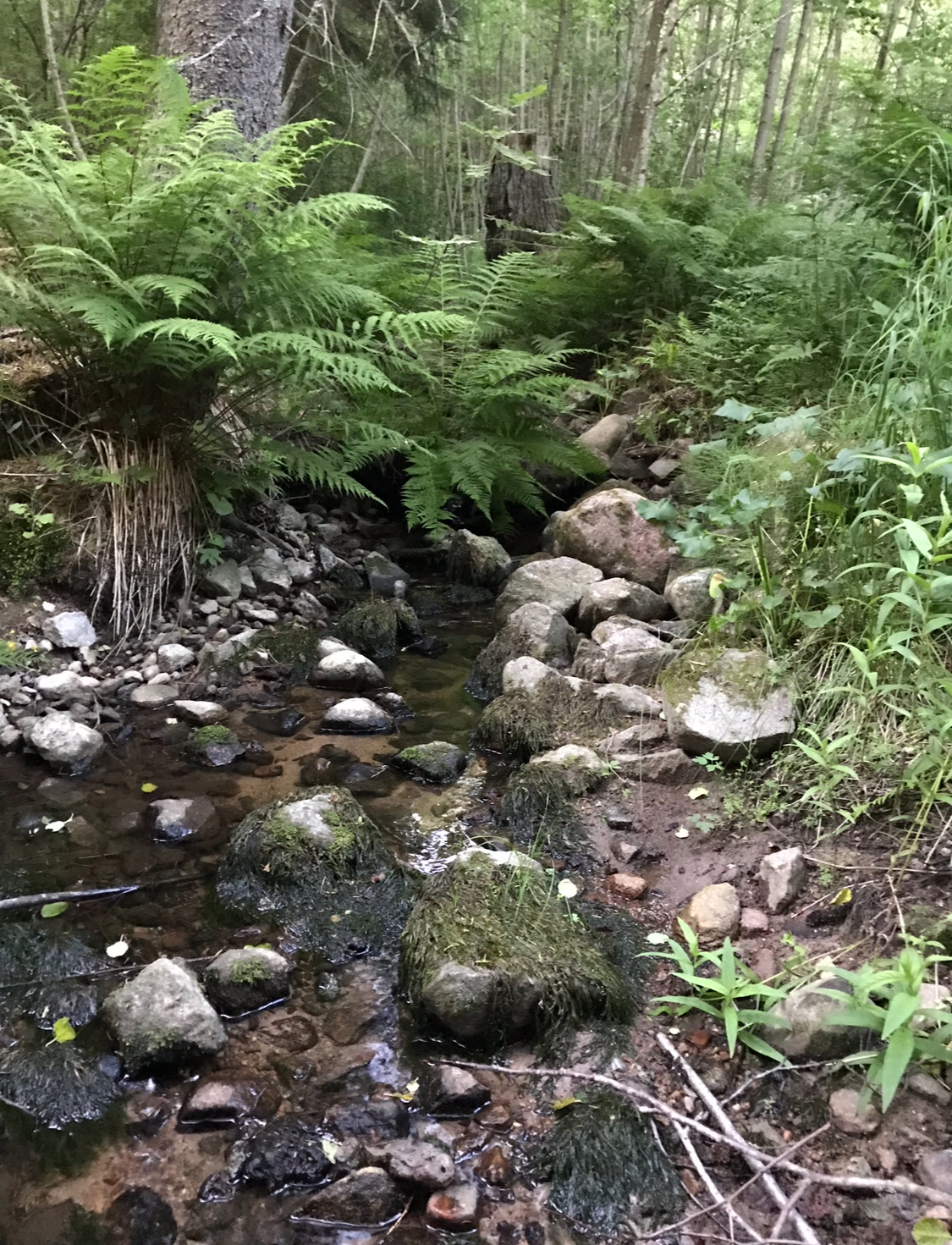
Tupalabäcken i Tupala.